# Oscar Nolin
Carl Oscar Nolin (i riksdagen kallad Nolin i Iremåla), född Fredriksson 2 november 1883 i Tingsås församling i Kronobergs län, död där 19 juni 1968, var en svensk lantbrukare och politiker (högern).
Nolin var ledamot av riksdagens andra kammare 1937–1952, invald i Kronobergs läns valkrets.